# Myzafer Pipa
Myzafer (Muzafer) Pipa (ur. 1914 w Bursie, zm. we wrześniu 1946 w Szkodrze) – albański publicysta, adwokat i piłkarz klubu sportowego KF Vllaznia.

## Życiorys
Podczas uczęszczania do szkoły średniej w Szkodrze był zaangażowany w działalność stowarzyszenia Besa oraz należał do klubu piłkarskiego KF Vllaznia . Studiował następnie prawo na Uniwersytecie w Padwie . Zogranizował w centrum miasta protest przeciwko włoskiej okupacji Albanii, w ramach którego śpiewał poświęconą bitwie o Wlorę pieśń Vlona, Vlona… Bjeri mi ju lumte dora! autorstwa Thomy Nassiego; z tego powodu w 1940 roku został internowany na wyspie Ventotene .
Po wyjściu na wolność wrócił do Szkodry, gdzie w grudniu 1943 wraz z Qemalem Draçinim rozpoczął wydawanie nieopodal swojej kancelarii prawnej miesięcznika Fryma}. Jednymi z ich publikacji były Burrnija në Kanunin e Lek Dukagjinit oraz Vetëdije apor krim?; wydanie drugiej z nich przyczyniło się do aresztowania go przez niemieckie władze okupacyjne oraz wysłania go do obozu koncentracyjnego w Prisztinie w sierpniu 1944 roku.
W 1946 roku pracował jako adwokat  . Z powodu promowania działalności katolickiego duchownego i franciszkanina Gjona Shllaku, we wrześniu tego samego roku został aresztowany przez komunistów oraz torturowany za pomocą rozżarzonego żelaza przez Leftera Lakroriego, Vaskë Koleciego i Zoi Themeliego, następnie z rozkazu ówczesnego wicepremiera oraz ministra spraw wewnętrznych Koçiego Xoxe rozstrzelany . Wyrok został wykonany osobiście przez Eleza Mesiego.

## Odznaczenia
27 czerwca 2008 roku Myzafer Pipa został uzyskał pośmiertnie tytuł Honorowego Obywatela Szkodry. W tymże roku prezydent Albanii Bamir Topi odznaczył go Orderem Nderi i Kombit.

## Życie prywatne
Brat Arshiego  oraz syn Mustafy Nuriego Pipy.